# MG P-type
El MG P-type fue un automóvil deportivo producido por MG entre 1934-1936. El MG P, fue reemplazado por el MG T-type.

## Historia
El MG P-type de 2 puertas utilizó una versión actualizada del motor con árbol de levas en cabeza con culata de flujo transversal (overhead camshaft, crossflow engine) que se utilizó en el 1928 Morris Minor y Wolseley 10 y previamente instalado en el MG Midget serie J de 1932-1934, a través de una caja de cambios de cuatro velocidades no sincronizada impulsando las ruedas traseras. El chasis era una versión reforzada y ligeramente más larga de la utilizada en la serie J con la suspensión por resortes medio-elípticos en las cuatro esquinas con ejes delantero y trasero rígidos. La dirección fue inicialmente de Marles Weller y más tarde por el sistema Bishop Cam. El coche de dos asientos tenía una distancia entre ejes de 87 pulgadas (2216 mm) y una vía de 42 pulgadas (1067 mm). La mayoría de los coches eran biplazas abiertos, pero también se hicieron carrocerías coupé aerodinámicas «Airline». La serie P también estaba disponible como un cuatro plazas.

### Modelos

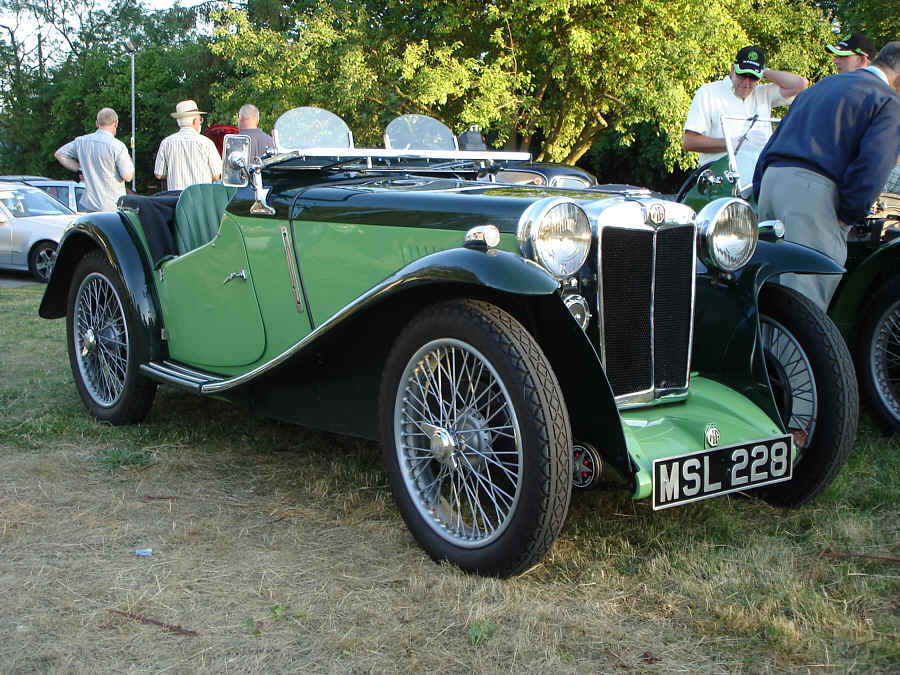
MG PA 1934-35
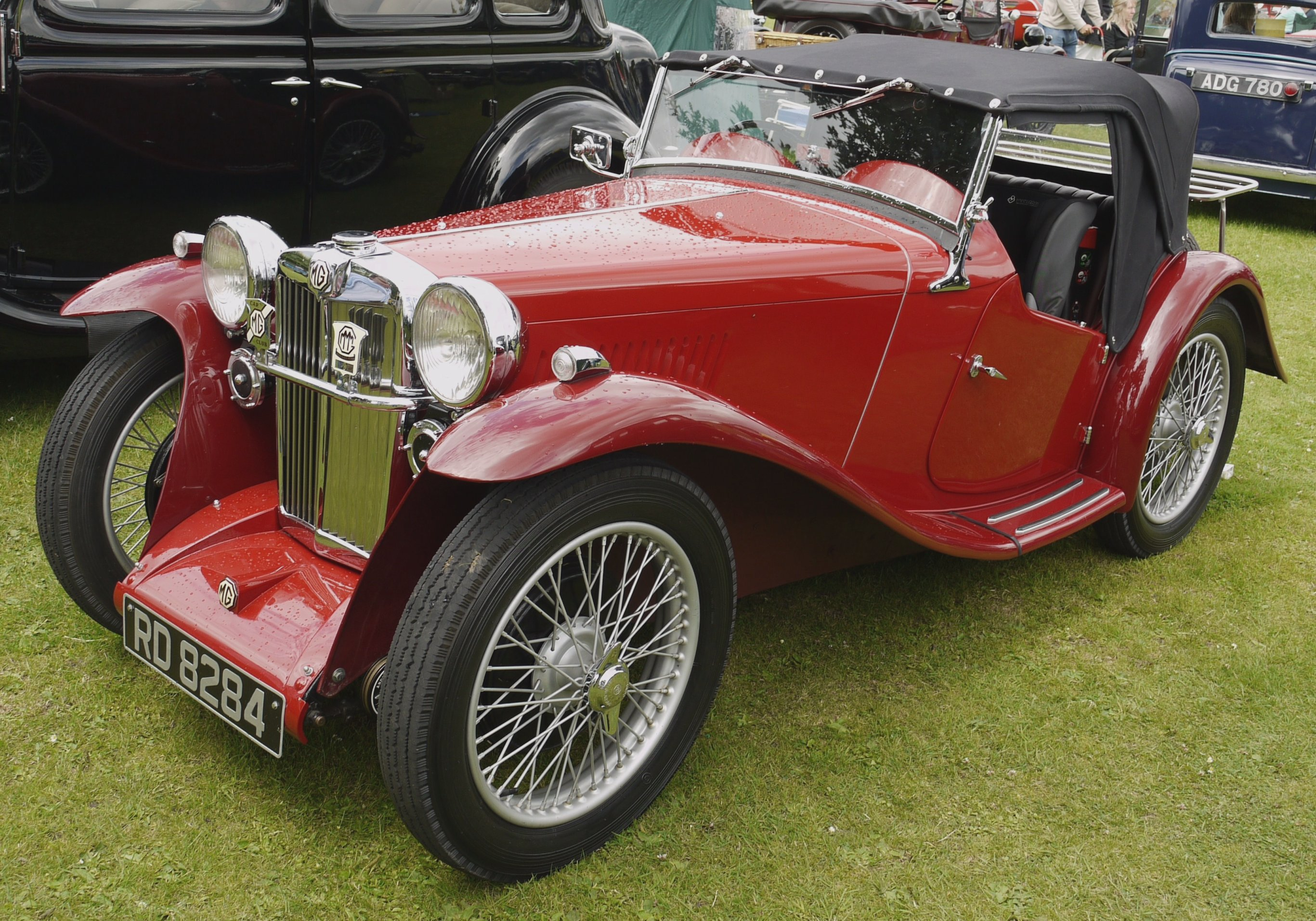
MG PB 1935-36
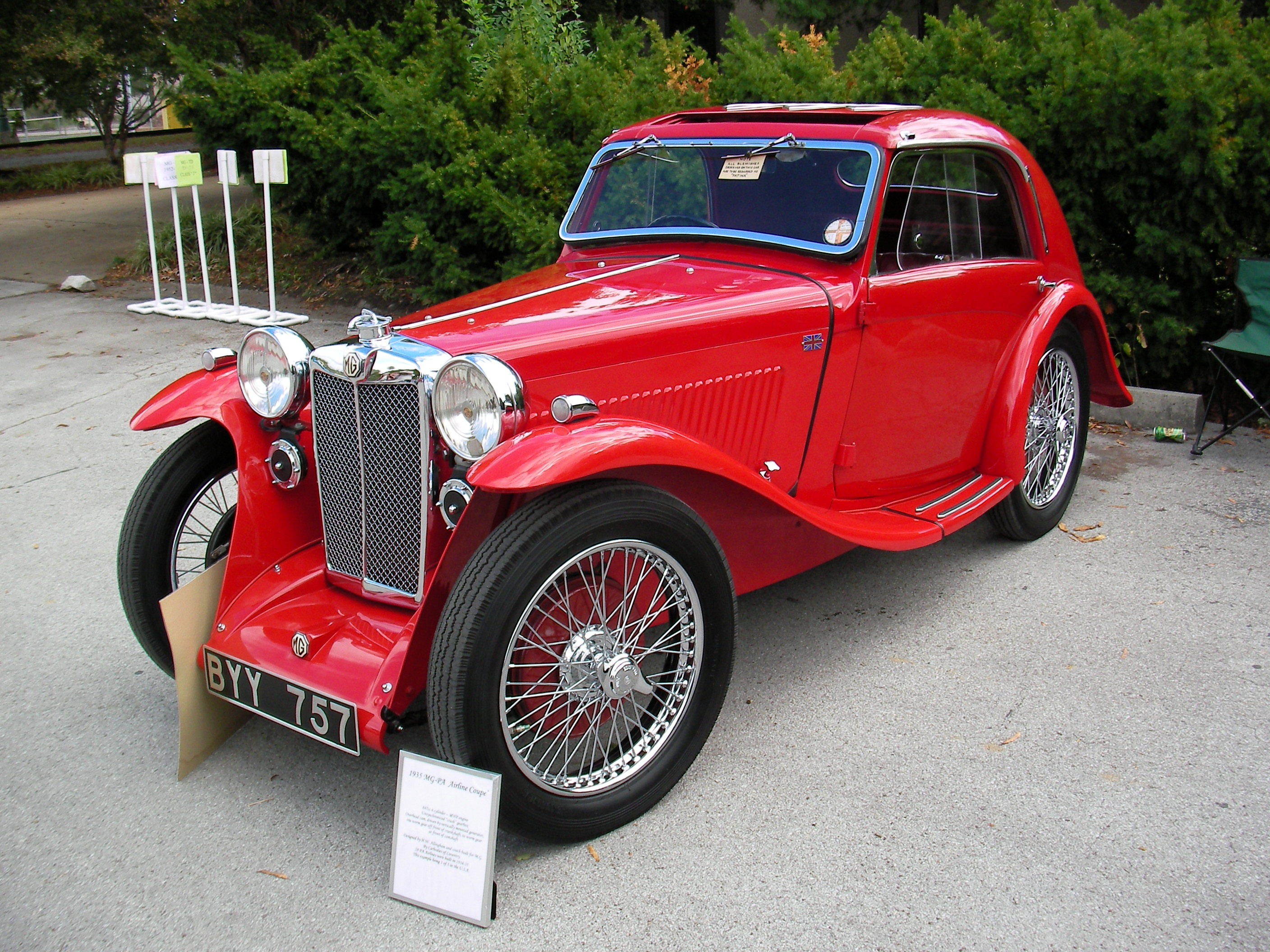
MG PA Airline Coupé
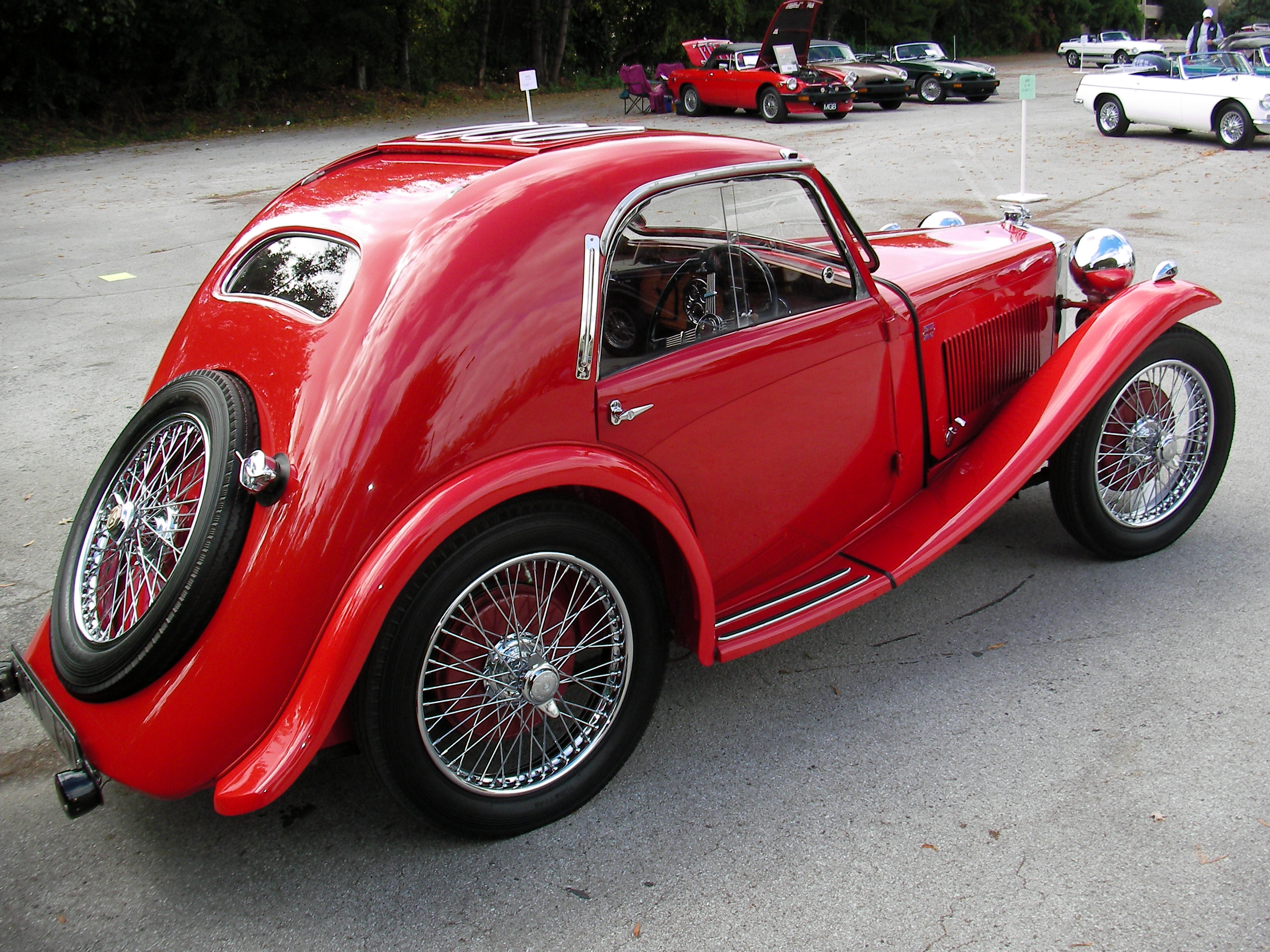
MG PA Airline Coupé